# Watchara Sukchum
Watchara Sukchum (tiếng Thái: วัชระ สุขชุม, phiên âm: Vát-cha-ra Xúc-chum) hay còn được biết đến nhiều hơn với cái tên Jennie Panhan (tiếng Thái: เจนนี่ ปาหนัน) là một diễn viên và MC người Thái Lan.
Cô được biết đến với vai trò là một người dẫn chương trình của một số chương trình được sản xuất bởi GMMTV như Toey Tiew Thai: The Route, Hungry Sister và Jen Jud God Jig.  Với tư cách là một diễn viên, cô cũng được biết đến với các vai phụ trong Room Alone 401-410 (2014), 3 Will Be Free (2019) và The Shipper (2020).

## Tiểu sử và sự nghiệp

### Tiểu sử
Jennie sinh ngày 30 tháng 10 năm 1986 tại tỉnh Songkhla, Thái Lan. Cô là con cả trong gia đình có 3 chị em. Cô lớn lên là một người phụ nữ chuyển giới có bố là cảnh sát, Jennie đã thừa nhận rằng bố cô chưa bao giờ đánh đập cô, không giống như một số cá nhân cảnh sát hoặc binh lính có suy nghĩ lệch lạc về giới tính mà cô thấy trên truyền hình. Cô đã hoàn thành chương trình tiểu học tại Trường Saengthong Vitthaya và  trình trung học tại Trường Hatyaiwittayalai. Jennie tốt nghiệp bằng cử nhân tiếng Pháp tại Khoa Khảo cổ học tại Đại học Silpakorn, trong khi lúc đầu cô muốn theo học nghệ thuật giao tiếp. Biệt danh Jennie của cô bắt nguồn từ bộ phim "Jenny" của Thái Lan năm 1996, và sau đó là "Panhan", khi làm việc cho Channel V Thái Lan, cô ấy đã nói rằng nghe nó giống như một có gái phương Nam xinh đẹp.

### Sự nghiệp
Jennie bắt đầu tham gia ngành giải trí thông qua Trasher Bangkok, một tổ chức có trụ sở ở Bangkok, cô là một thành viên góp mặt trong các video parody. Trong đó, có một bản parody bài hát The One That Got Away của Katy Perry khiến Perry chú ý. Khi các video parody của cô trở nên phổ biến, điều đó đã cho Jennie rất nhiều cơ hội và cô đã trở thành trợ lý sản xuất cho Channel V Thái Lan, sau này thì cô gia nhập GMMTV và là một thành viên của kênh Bang do GMM Grammy sản xuất.
Năm 2016, cô trở thành một trong những người dẫn chương trình chính của GMMTV Toey Tiew Thai: The Route cùng với Golf (Kittipat Chalaruk), Godji (Tatchakorn Boonlapayanan) và Pompam (Niti Chaichitathorn). Jennie cũng tham gia diễn xuất với một số phim truyền hình như Love at First Hate (2018), 3 Will Be Free (2019) and The Shipper (2020).

## Điện ảnh

### Phim truyền hình
| Năm  | Tên phim                         | Vai                    | Ghi chú   | Chú thích |
| ---- | -------------------------------- | ---------------------- | --------- | --------- |
| 2014 | Hormones 2                       | Jenny                  | Khách mời |           |
| 2014 | Room Alone 401-410               | Neon                   | Khách mời |           |
| 2015 | Water Boyy                       | Bạn Nune               | Khách mời |           |
| 2015 | Love Next Door 2                 | Bua                    | Vai phụ   |           |
| 2015 | Wifi Society: The Horror Home    | Kla                    | Vai phụ   |           |
| 2015 | Ugly Duckling: Don't             | Referee                | Khách mời |           |
| 2016 | Gay OK Bangkok                   | Sathang                | Vai phụ   | [ 12 ]    |
| 2017 | Gay OK Bangkok 2                 | Sathang                | Vai phụ   |           |
| 2017 | Teenage Mom: The Series          |                        | Khách mời |           |
| 2017 | Tieng Narng Mai                  |                        | Khách mời |           |
| 2018 | Love at First Hate               | Joob                   | Vai phụ   | [ 13 ]    |
| 2018 | Happy Birthday                   |                        | Khách mời |           |
| 2018 | Friend Zone                      | Satang                 | Vai phụ   |           |
| 2019 | Sucker Kick                      | Deedee                 | Vai phụ   |           |
| 2019 | 3 Will Be Free                   | Mae                    | Vai phụ   | [ 14 ]    |
| 2020 | My Husband in Law                |                        | Khách mời |           |
| 2020 | The Shipper                      | Yommathut ( Thần chết) | Vai phụ   | [ 15 ]    |
| 2020 | Still 2gether                    | Jennie                 | Khách mời | [ 16 ]    |
| 2020 | The Sleepover Show, Thailand 4.0 |                        | Vai phụ   |           |
| 2021 | 46 Days                          | Pang                   | Vai phụ   |           |
| 2021 | Love Pharmacy                    |                        | Khách mời |           |
| 2021 | The Comments                     | Gina                   | Vai phụ   |           |
| 2022 | Drag, I Love You                 | Honey                  | Vai phụ   |           |
| 2022 | Dirty Laundry                    |                        | Vai phụ   |           |
| 2022 | Astrophile                       | Jaikaew                | Vai phụ   |           |
| 2022 | Under the Desk                   |                        | Vai phụ   |           |
| 2023 | "Only friends"                   |                        | Vai phụ   |           |

### Phim điện ảnh
| Năm  | Tên phim              | Vai                         | Ghi chú   | Chú thích |
| ---- | --------------------- | --------------------------- | --------- | --------- |
| 2013 | Change                |                             | Khách mời |           |
| 2014 | #my_bff               | Gakim (Cô giáo của French)  | Vai phụ   |           |
| 2015 | Water Boyy: The Movie | Bạn của Nune                | Khách mời |           |
| 2015 | Love Next Door 2      | Bua                         | Vai phụ   |           |
| 2016 | Kon Mee Sanay Part 2  | Jenny                       | Vai phụ   |           |
| 2018 | Oh My Ghost 5         | Ms. Prae / Ruhina Rodamasae | Vai phụ   |           |

### TV Show
| Năm  | Tên show                                | Ghi chú                                     | Chú thích |
| ---- | --------------------------------------- | ------------------------------------------- | --------- |
| 2015 | High School Reunion                     | Khách mời (Ep. 100, 113-115)                |           |
| 2015 | Loukgolf's English Room                 | Khách mời (Ep. 90)                          |           |
| 2015 | Talk with Toey Tonight                  | Khách mời (Ep. 14, 36, 47, 51, 66, 83, 115) |           |
| 2017 | Lip Sync Battle Thailand                | Khách mời (Ep. 3)                           |           |
| 2017 | Off Gun Fun Night                       | Khách mời (Ep. 5)                           |           |
| 2017 | Off Gun Fun Night Extra                 | Khách mời (Ep. 3)                           |           |
| 2018 | School Rangers                          | Khách mời (Ep. 3-4, 85-86)                  |           |
| 2018 | The Driver                              | Khách mời (Ep. 70, 119)                     |           |
| 2018 | Take You Home                           | Khách mời (Ep. 59)                          |           |
| 2018 | Talk with Toey One Night                | Khách mời (Ep. 6, 11)                       |           |
| 2019 | Jen Jud God Jig                         | Host chính                                  | [ 3 ]     |
| 2019 | Moo Jong Pang                           | Khách mời (Ep. 3, 5)                        |           |
| 2019 | Arm Share                               | Khách mời (Ep. 35, 83)                      |           |
| 2019 | Lip Sync Battle Thailand Season 2       | Khách mời (Ep. 7)                           |           |
| 2019 | Guess My Age                            | Khách mời (Ep. 118)                         |           |
| 2019 | Be My Baby                              | Khách mời (Ep. 4, 6)                        |           |
| 2020 | Hungry Sister                           | Host chính                                  | [ 3 ]     |
| 2020 | Jen Jud God Jig Up Level                | Host chính                                  |           |
| 2020 | Talk with Toey                          | Khách mời (Ep. 5, 21, 56-57)                |           |
| 2020 | Come & Join Gun                         | Khách mời (Ep. 7)                           |           |
| 2020 | Share Loma                              | Khách mời (Ep. 24)                          |           |
| 2020 | Hungry Sister                           | Host chính                                  |           |
| 2020 | Live At Lunch Season 1                  | Thành viên (Ep. 3, 14, 20)                  |           |
| 2020 | Play Zone                               | Host chính                                  |           |
| 2020 | TayNew Meal Date Special                | Khách mời (Ep. 4)                           |           |
| 2020 | Bright - Win Inbox                      | Khách mời (Ep. 6)                           |           |
| 2020 | What The Food                           | Host chính                                  |           |
| 2020 | LogLog                                  | Host chính                                  |           |
| 2020 | OffGun Mommy Taste                      | Khách mời (Ep. 5)                           |           |
| 2020 | GoyNattyDream - Tell Me All About You   | Khách mời (Ep. 17)                          |           |
| 2020 | Two Tigers                              | Khách mời (Ep. 26)                          |           |
| 2020 | Jen Jud God Jig UP LEVEL Special        | Host chính                                  |           |
| 2021 | If the World Doesn't Have GPS           | Khách mời (Ep. 5)                           |           |
| 2021 | What The Food Season 2                  | Host chính                                  |           |
| 2021 | Play Lift                               | Host chính                                  |           |
| 2021 | Talk with ToeyS                         | Host chính                                  |           |
| 2021 | Live At Lunch Season 2                  | Khách mời (Ep. 9)                           |           |
| 2021 | Isuzu Max Challenge                     | Thành viên (Ep. 5-6)                        |           |
| 2021 | Live At Lunch: Friend Lunch Friend Live | Khách mời (Ep. 6)                           |           |
| 2022 | Let's Play Lay's 24 Hrs                 | Thành viên chính                            |           |
| 2022 | Young Survivors                         | Khách mời (Ep. 1)                           |           |
| 2022 | Rot 2 Taew                              | Khách mời (Ep. 1, 3-5)                      |           |

### MC
| Năm       | Tên chương trình          | Kênh                   | Ghi chú | Chú thích |
| --------- | ------------------------- | ---------------------- | ------- | --------- |
| 2015-17   | 2piece 2please            | GMM 25                 |         |           |
| 2016-nay  | Toey Tiew Thai: The Route | One 31GMM 25           |         | [ 17 ]    |
| 2016-2018 | Let's Play Challenge      | LINE TV YouTuber:GMMTV |         |           |
| 2017-2019 | #TEAMGIRL                 | GMM 25                 |         |           |
| 2017-2018 | Wrong Say Do              | Mello                  |         | [ 18 ]    |
| 2019      | หนูนก                      | LINE TV YouTuber:GMMTV |         |           |
| 2018-2019 | ล้นตู้                       | Youtube: ล้นตู้           |         |           |
| 2020-nay  | ล็อกล็อก                    | YouTuber:Jennie Panhan |         |           |

## Giải thưởng
| Năm  | Giải thưởng           | Hạng mục                                                                   | Tác phẩm                  | Kết quả   |
| ---- | --------------------- | -------------------------------------------------------------------------- | ------------------------- | --------- |
| 2017 | Thailand Fever Awards | Best Group Hosts (cùng với Tatchakorn Boonlapayanan and Kittipat Chalaruk) | Toey Tiew Thai: The Route | Đoạt giải |
| 2020 | Kazz Awards           | Girls of the Year                                                          |                           | Đoạt giải |